# Tourtière (Gascogne)
Pour les articles homonymes, voir Tourtière.
La tourtière est un gâteau aux pommes ou aux pruneaux originaire des Landes. Il s'agit d'un gâteau composé d'une couche de pommes, puis garni sur le dessus avec le reste de pâte que l'on étire en fine couche avant de la badigeonner de beurre fondu et d’armagnac. Ce gâteau est ensuite cuit au four.

## Histoire
La tourtière landaise ou croustade ariègeoise (à ne pas confondre avec le Pastis Gascon) sont sucrées, alors que dans les autres régions de France, comme les Deux-Sèvres, il s'agit d'une tourte salée. La tourtière/croustade est une variante de la croustade aux pommes ariègeoise, son nom est surtout utilisé dans les Landes et en Béarn . La particularité de la recette, réside dans le fait, qu'elle est réalisée avec une pâte très fine, appelée « voile de la mariée » ( Ce nom concerne surtout le Pastis Gascon) La pâte doit être étalée sur une table jusqu'à avoir l'épaisseur d'un papier à cigarette, elle est ensuite détaillée en morceaux de la taille du moule qui seront superposés pour créer un feuilletage. La tourtière landaise et la croustade ariègeoise, sont plus ou moins similaires, une des différences principales étant que pour faire la croustade, la pâte doit sécher avant d'être utilisée alors que pour la tourtière elle est utilisée directement après avoir été étalée. Mais il existe diverses recettes. 
Pour réaliser le feuilletage de la tourtière, la graisse utilisée était celle de l'oie, passée à l'aide d'une plume sur le pâton,.
Une variante salée existe en Afrique du Nord, connue sous le nom espagnol de pastilla ou bastilla. Rapportée d'Espagne, par les Maures (arabos-musulmans), après avoir perdu la ville de Grenade, en 1492 lors de reconquête de l'Espagne et 700 ans de califat imposé. Appelée actuellement baklava, elle est actuellement faite avec de la pâte phyllo (ou yufka).

## Présentation
Il s'agit d'un gâteau constitué de très nombreuses et fines couches de pâte beurrée et sucrée, cuit au four puis agrémenté de feuilleté sucré, pour sa recette traditionnelle. C'est une recette relativement difficile, la pâte doit être étalée très finement sur une table farinée, sans être trouée. Elle doit être si fine qu'on peut voir en transparence : on appelle cette pâte le « voile de la mariée ».
Depuis quelques années, pour simplifier cette recette, une partie des couches de pâte est remplacée par des pommes en tranches ou des pruneaux. De nos jours, il est courant d'ajouter de l'alcool (armagnac) puis de remettre à four chaud quelques minutes avant de déguster.
Ce gâteau traditionnel est à l'origine de deux fêtes traditionnelles dans deux communes voisines du Lot-et-Garonne. À Penne-d'Agenais, tous les ans, le deuxième dimanche du mois de juillet, les fabricantes de la région viennent soumettre leur meilleure tourtière à un jury de spécialistes locaux. Après dégustation, la meilleure fabricante est récompensée, et sa tourtière présentée à la foule par le groupe folklorique du village, les Tourtiérayres. Tournon-d'Agenais célèbre également cette tradition en août.

## Réalisation

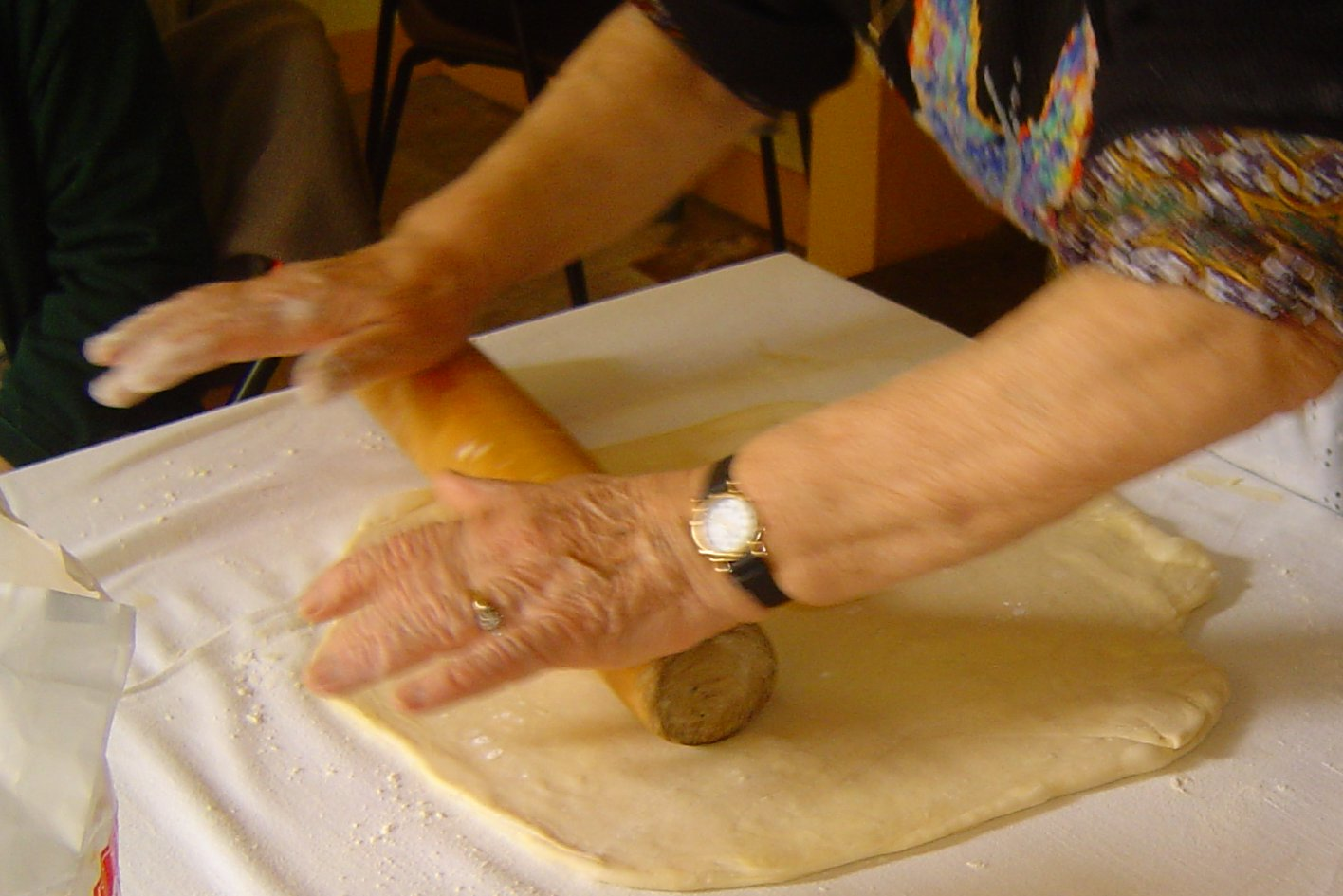
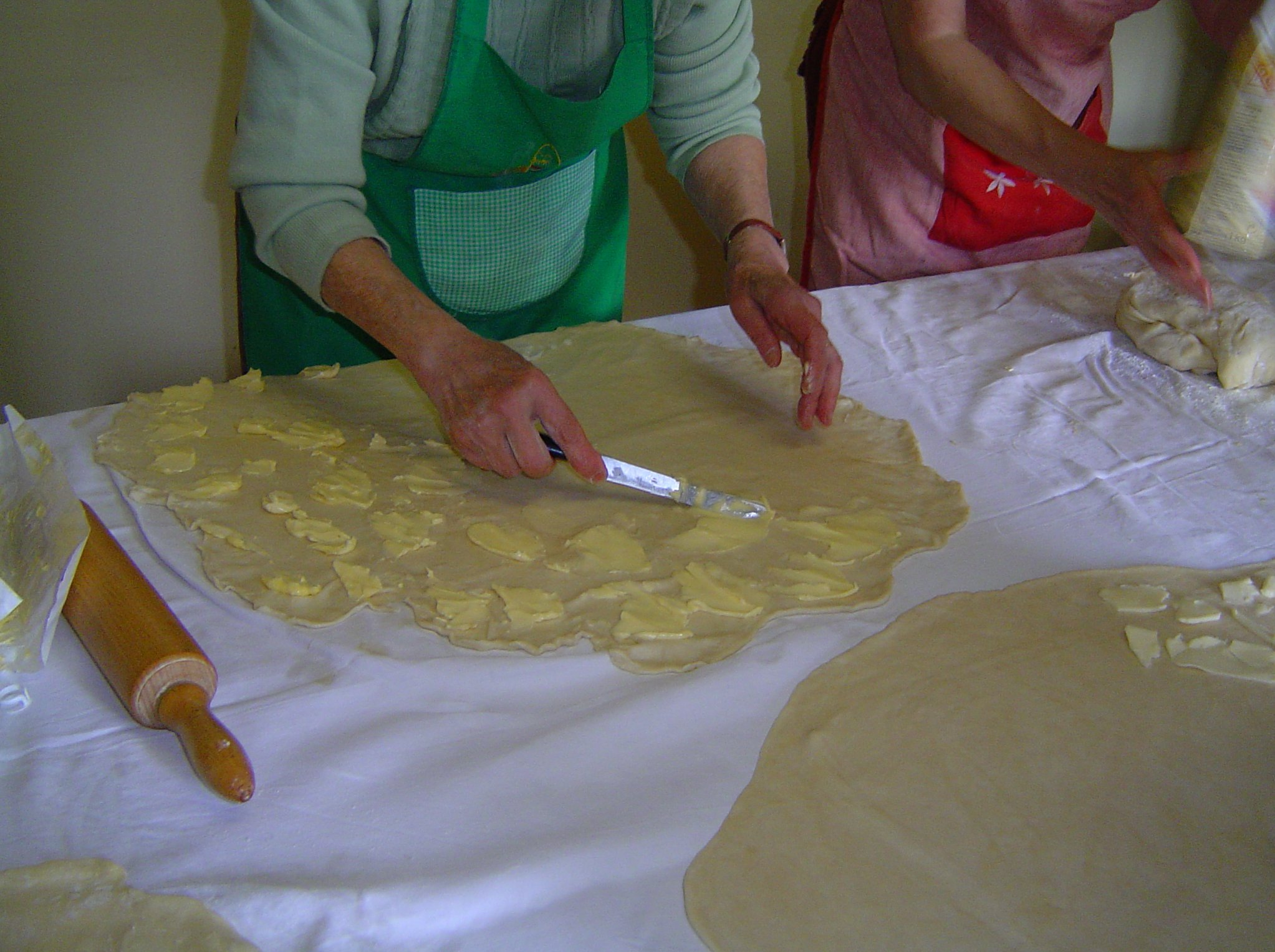
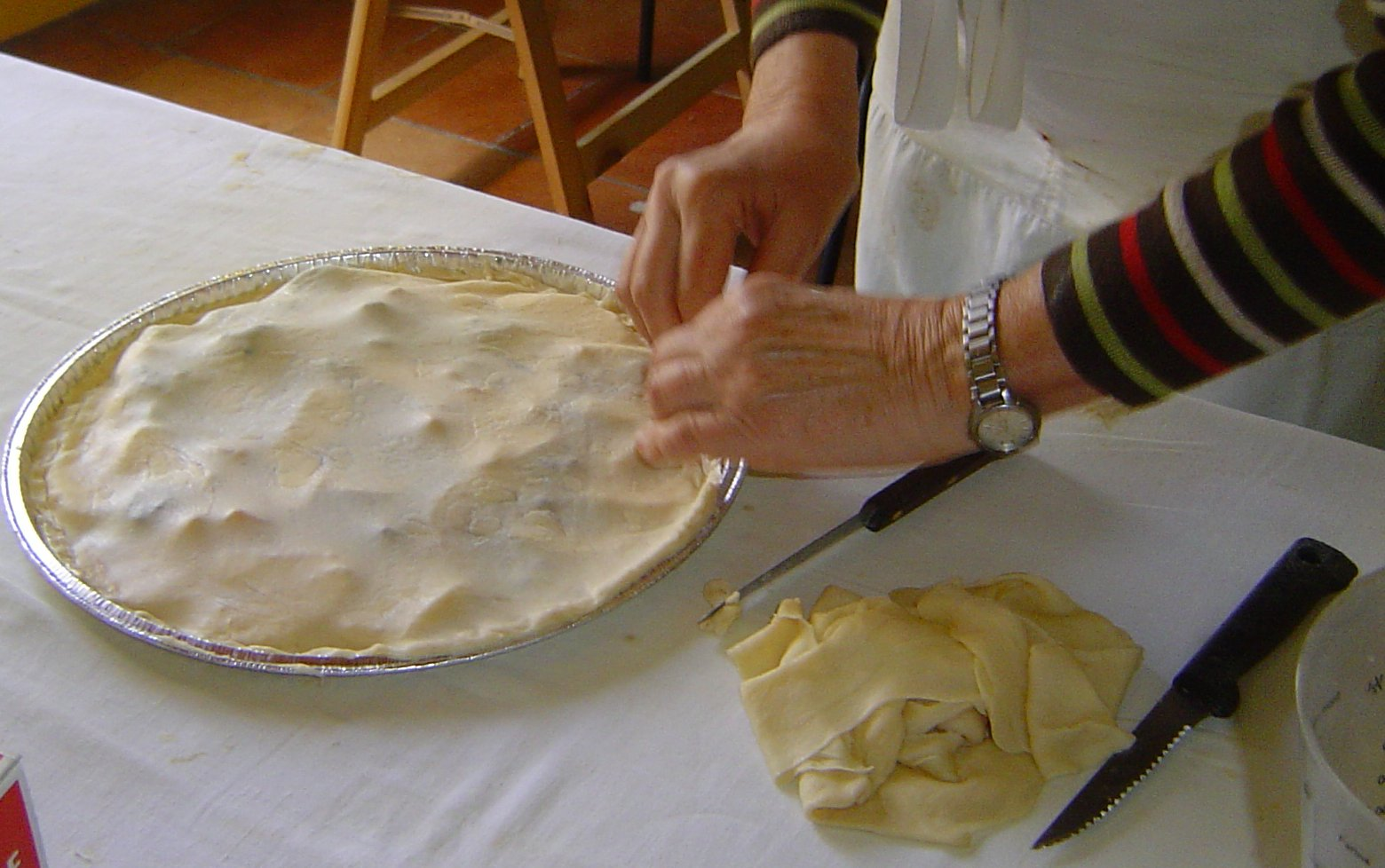

## Accord mets/vin
Ce dessert s'accorde avec des vins produits sur des zones géographiques proches ou identiques. Pour accorder la croustade aux pommes avec un vin blanc doux de la même région, tel un côtes-de-bergerac, un gaillac doux, un rosette ou un pacherenc-du-vic-bilh.